# Loxosceles virgo
Espèce
Loxosceles virgo est une espèce d'araignées aranéomorphes de la famille des Sicariidae.

## Distribution
Cette espèce est endémique des îles Vierges. Elle se rencontre sur Little Tobago, Great Tobago, Tortola, Virgin Gorda et Jost Van Dyke aux îles Vierges britanniques et sur Hans Lollik et Water Island aux îles Vierges des États-Unis.

## Description
La femelle holotype mesure 9,1 mm.

## Étymologie
Son nom d'espèce lui a été donné en référence au lieu de sa découverte, les îles Vierges.

## Publication originale
- Gertsch & Ennik, 1983 : The spider genus Loxosceles in North America, Central America, and the West Indies (Araneae, Loxoscelidae). Bulletin of the American Museum of Natural History, vol. 175, p. 264-360 (texte intégral).